# Policja w Vancouver

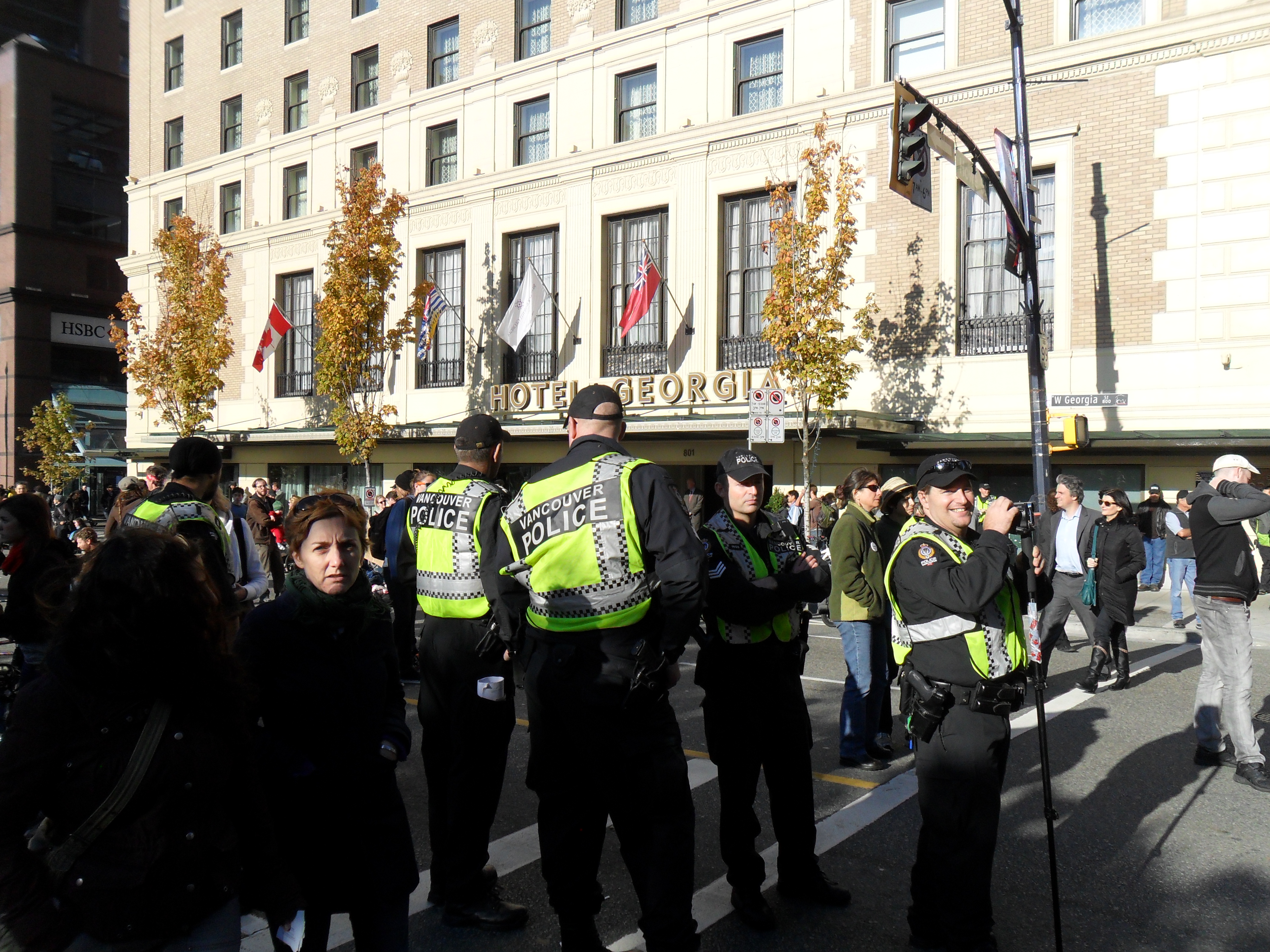
Policjanci podczas protestów Occupy Vancouver

Policja w Vancouver (ang. Vancouver Police Department, VPD) – policja miasta Vancouver w Kolumbii Brytyjskiej w Kanadzie.  Jest to jeden z kilku departamentów policji w okolicy Vancouver Metro i największy departament policji w prowincji po RCMP "E" Division. VPD było pierwszą policją, która zatrudniła policjanta-kobietę i jako pierwsza uruchomiła morską drużynę.

## Historia

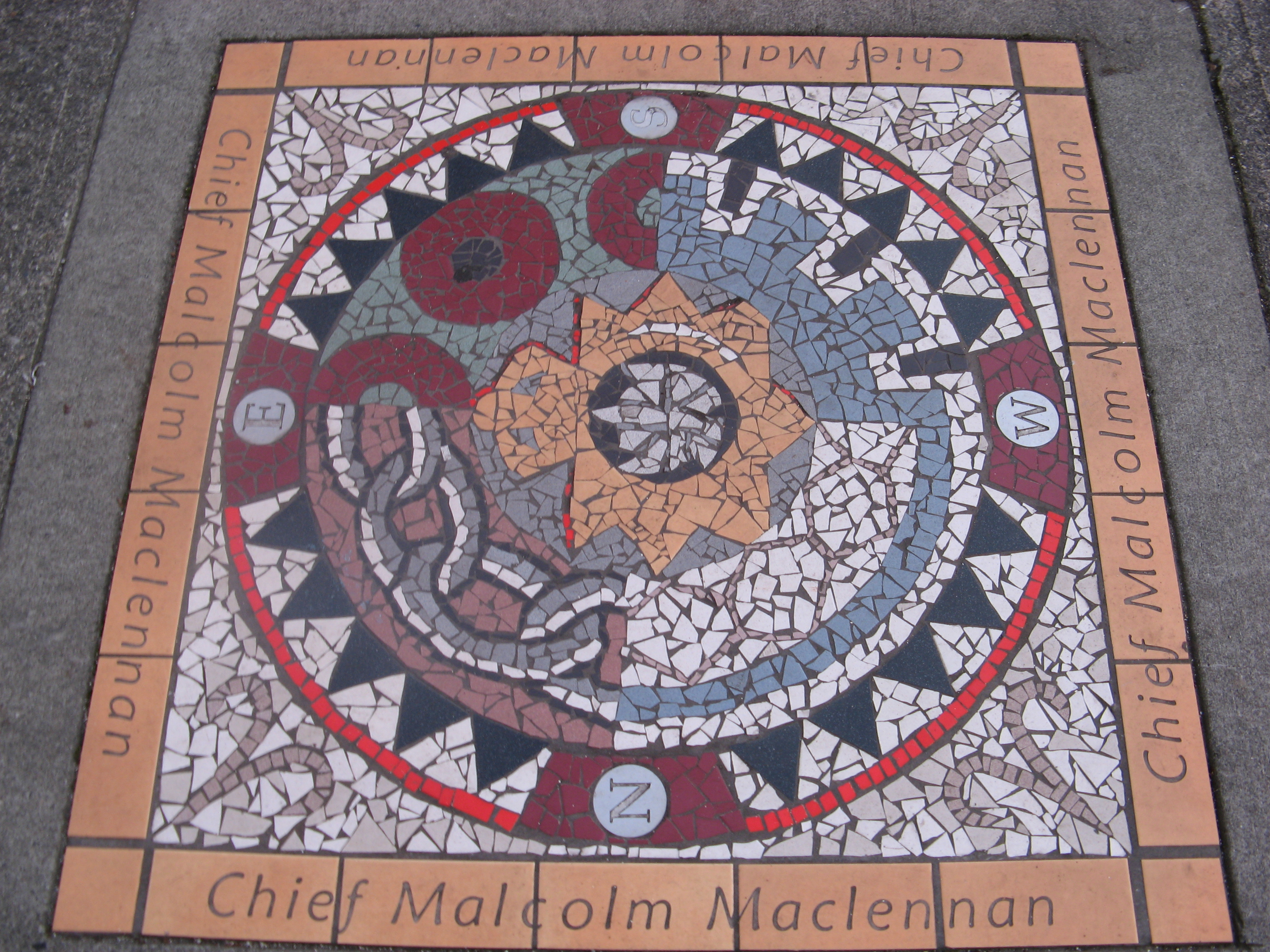
Mozaika upamiętniająca McLennana

Policja w Vancouver została powołana w dniu 10 maja 1886 roku. W roku 1904, oddział wzrósł do 31 członków i działał w nowym budynku policji przy ul. Cordova 200.
W 1917 roku Chief Constable McLennan, zginął w trakcie pełnienia obowiązków w strzelaninie w East End w Vancouver.  Odpowiadając na wezwanie przez właściciela próby eksmisji lokatora, policji spotkali się z ogniem. Miejsce śmierci McLennana zostało uwiecznione mozaiką. Inny członek życie zginął na służbie w 1922 roku. Dwadziestotrzyletni posterunkowy Robert McBeath został zastrzelony przez mężczyznę zatrzymał się za niebezpieczną jazdę.
Planowanie nowego budynku policji przy 312 Main Street rozpoczęło się w 1953 roku. Komisariat Oakridge został otwarty w 1961 roku.
W 1935 roku Chief Constable w Vancouver policji zostało uzupełnione setki specjalnych policjantów z powodu strajku nabrzeża kierowanego przez komunistów, który zakończył się w bitwie pod Ballantyne Pier, podczas zamieszek, które wybuchły, gdy demonstranci próbowali zorganizować marsz do doków do konfrontacji łamistrajków.

## Obecnie

### Struktura rang
- Szef policji (Chief Constable)
- Zastępca komendanta
- Kurator
- Inspektor
- Starszy sierżant
- Sierżant sztabowy
- Sierżant/Detektyw
- Posterunkowy 1 klasy
- Posterunkowy 2 klasy
- Posterunkowy 3 klasy
- Posterunkowy 4 klasy (w tym rekrutanci)

### Geografia
VPD jest podzielone na cztery geograficzne dzielnie: 
- Dystrykt 1 – Śródmieście, Granville, West End i Coal Harbour
- Dystrykt 2 – Chinatown, Grandview-Woodland i Hastings-Wschód
- Dystrykt 3 – Collingwood i Południowej Vancouver
- Dystrykt 4 – Kerrisdale, Oakridge, Dunbar, West Point Grey, Kitsilano, Arbutus, Shaughnessy, Fairview, Musqueam i Marpole

## Galeria

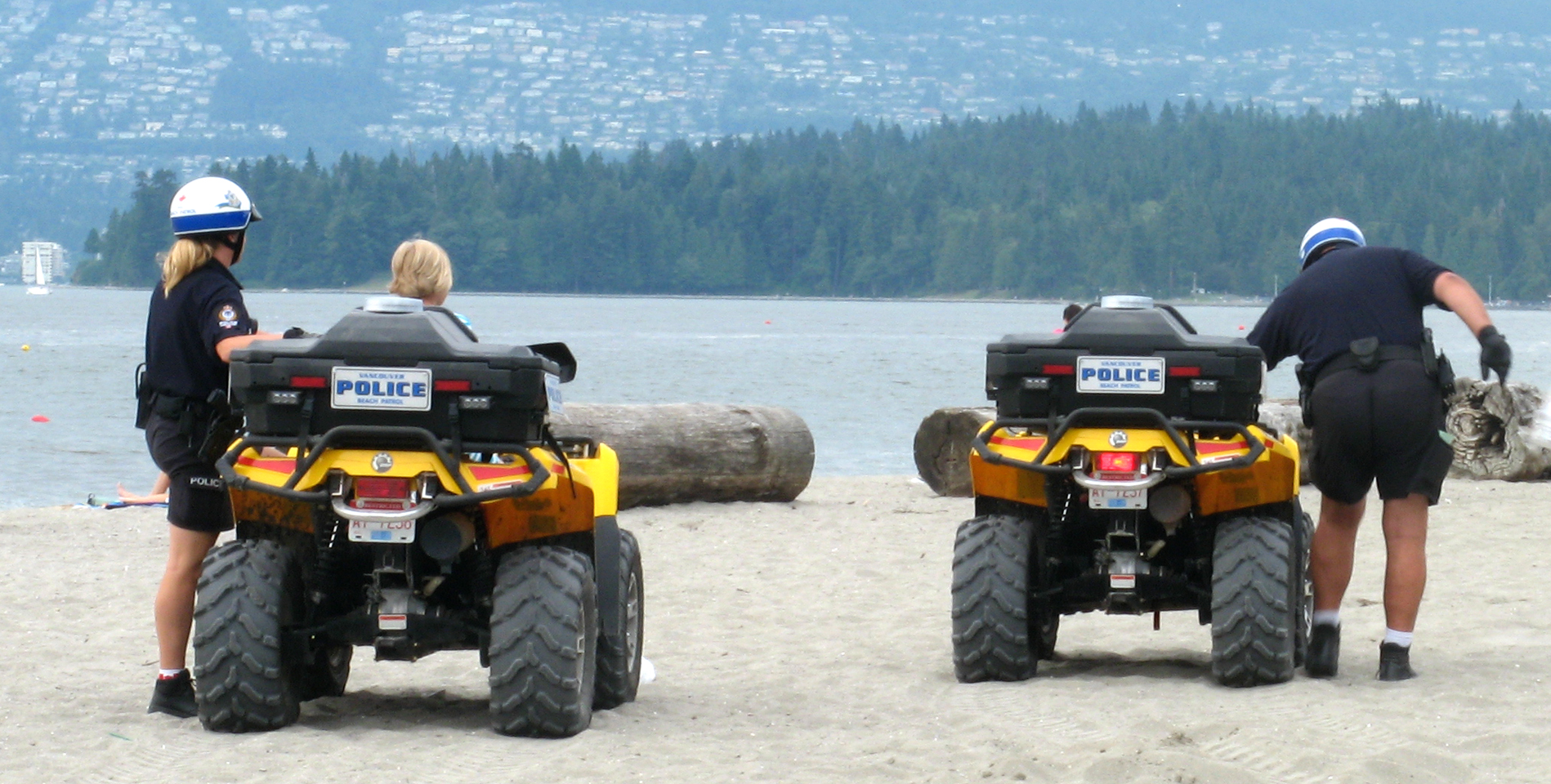
Patrol plaży
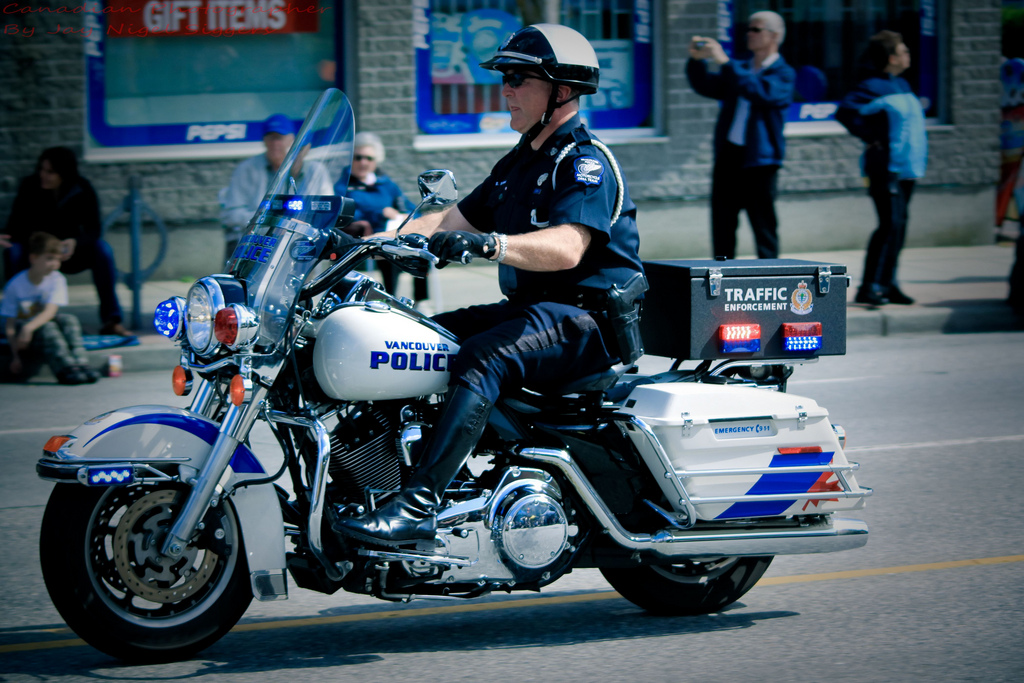
Funkcjonariusz policji na motorze